# Eerste gloeilampenfabriek van Philips

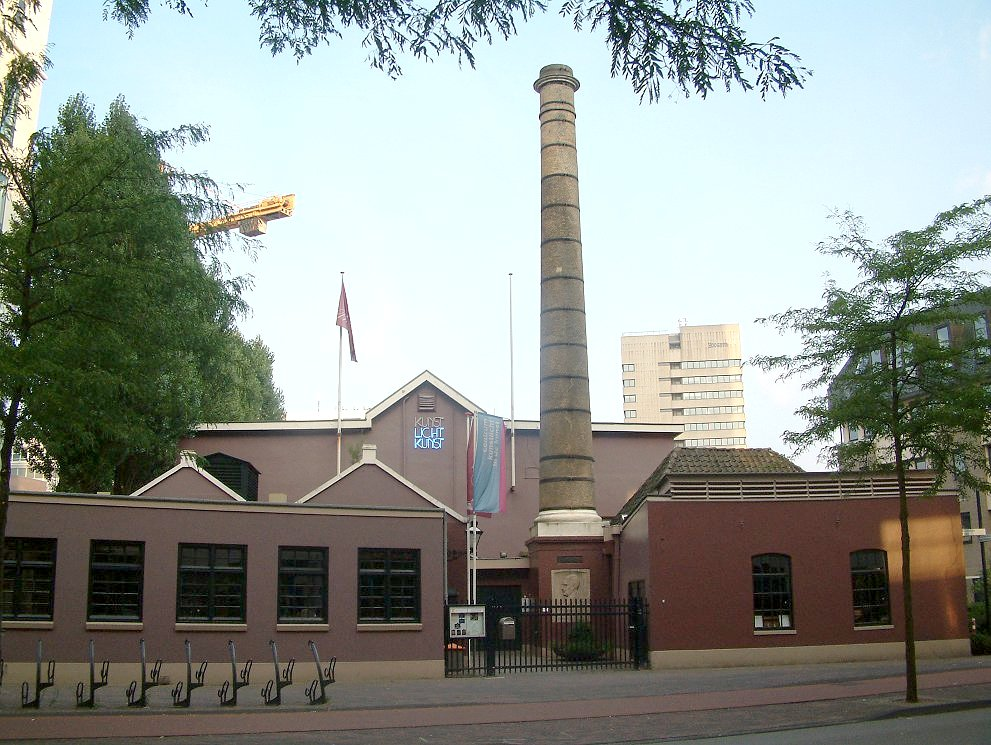
Emmasingel 31 (2008)

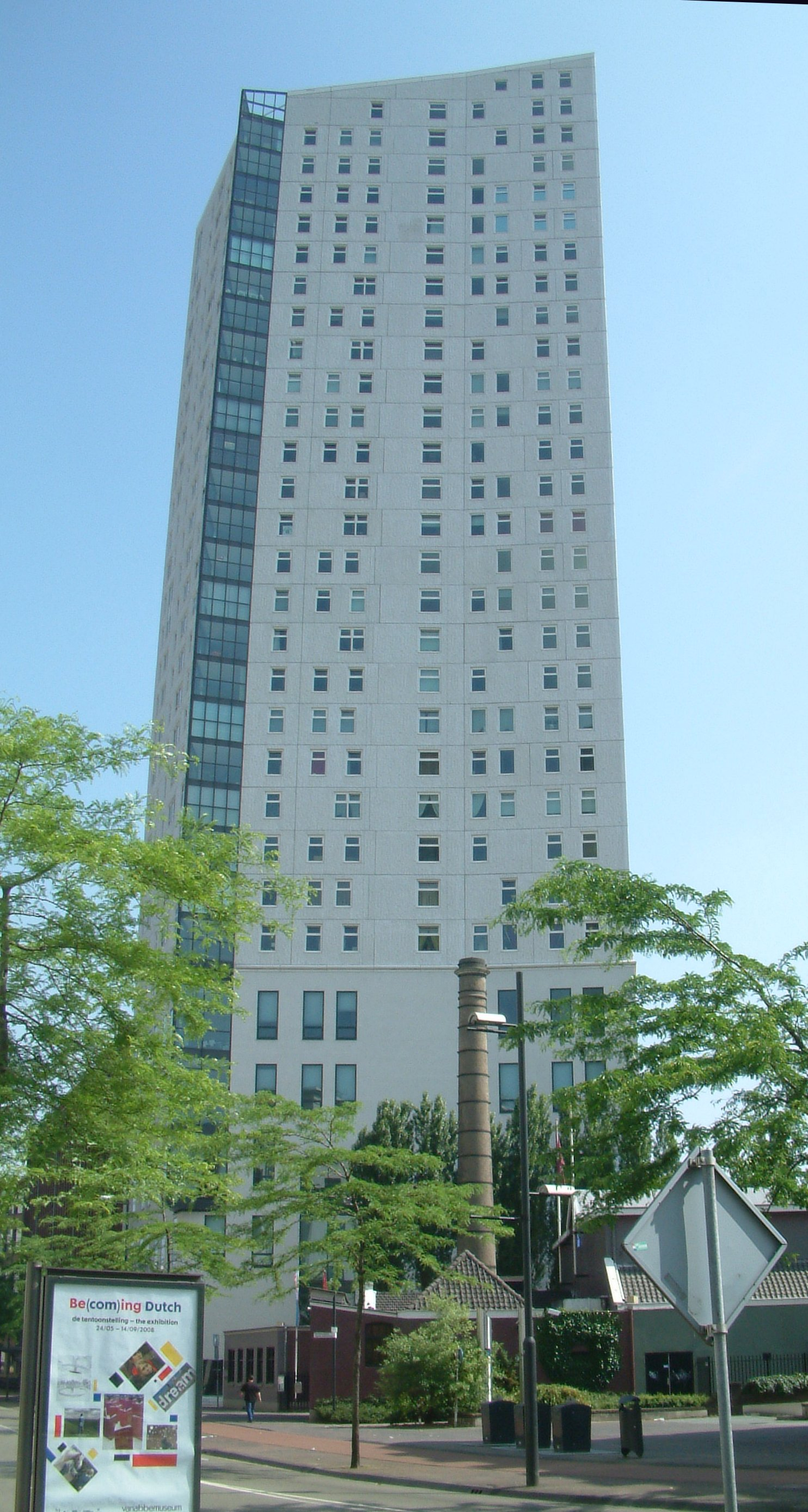
Het Philipsfabriekje, naast de Admirant

De eerste gloeilampenfabriek van Philips is een gebouw op adres Emmasingel 31 in het centrum van Eindhoven. Het ligt tegenover de Witte Dame en naast de Admirant. Het is eigendom van Philips. Het is een zeldzaam voorbeeld van een kleinschalig fabrieksgebouw en is een rijksmonument.
Aan de straatkant bestaat het uit twee blokken, links met twee zadeldaken, rechts met een schilddak. Tussen de twee blokken bevinden zich de ingang en een schoorsteen. Daarachter bevinden zich een kantoor en een fabriekshal met lichtkappen. Op de schoorsteen is een plaquette aangebracht van Gerard Philips van de hand van Louise Beijerman.
In het gebouw is sinds 2013 het Philips Museum gevestigd.

## Historie

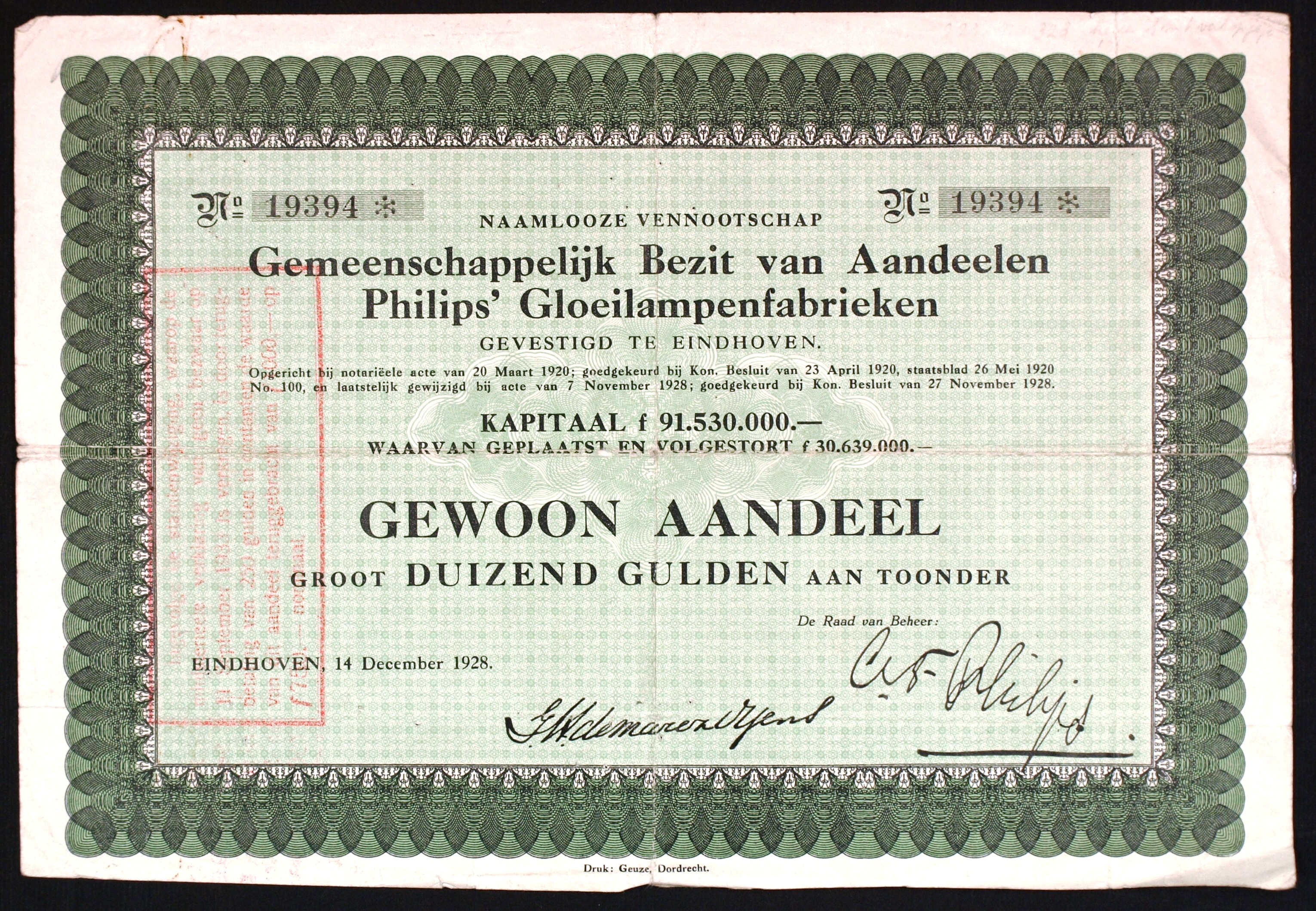
Aandeel van Philips' Gloeilampenfabrieken van 14 december 1928

Het oorspronkelijke gebouw dateert uit 1869. Het is gebouwd als stoomspijkerfabriek in opdracht van Franciscus en Henricus Raijmakers. In 1871 fungeerde het als draadtrekkerij en draadnagelfabriek. De draadtrekkerij stopte in 1872. Franciscus overleed en de fabriek werd verkocht aan Johan Schröder die er vanaf 1876 bukskin en laken fabriceerde. In 1879 en 1880 werd de fabriek uitgebreid. Op 12 april 1888 brak er brand uit; van het pand kon vrijwel niets worden gered. De herbouw werd nog in 1888 gestart. De oudste delen van het huidige gebouw dateren dus, in strijd met vermeldingen uit vele bronnen, uit 1888/1889. Per 7 juni 1890 werd het bedrijf geliquideerd en kwam het pand leeg te staan.
In 1891 werd het gekocht door Gerard Philips voor 12150 gulden en in gebruik genomen als fabriek voor de fabricage van gloeilampen, en de kooldraad die daarin zat. Ook werd er onderzoek en ontwikkelingswerk gedaan.
In 1907 werd de fabricage en in 1909 het ontwikkelingswerk overgebracht naar de nieuwbouw aan de overzijde van de straat. Het pand fungeerde als chemisch magazijn en als pakhuis. Op 26 oktober 1926 brak brand uit in het magazijn; van het pand konden alleen het kantoor, schoorsteen en delen van het voorfront worden gered. Het pand werd in 1926 of wellicht pas in 1930 in oude staat hersteld, waarna het tot 1934 leeg stond. In 1934 nam de afdeling Neon het in gebruik. In 1944 werd de productie van fluorescentiepoeders er ondergebracht (voor tl-buizen).
Bij het 60-jarig bestaan van het Philipsconcern in 1951 werd de plaquette op de schoorsteen aangebracht. Ook werd het pand toen in gebruik genomen als het Philips Demonstratielaboratorium ("Demlab"). Dat duurde veertig jaar, tot 1991.
Binnen Philips heeft het pand de gebouwcode "EN".

## Museaal gebruik
Vanaf 1991 was het gebouw tien jaar het onderkomen van het Concernarchief van Philips (Philips Archives). Ook de stichting Lichteffecten in de Schilderkunst en Sculptuur kreeg er een onderkomen. Sinds 27 maart 2002 heeft het nog enkel een museumfunctie, toen eerst het museum Philipsfabriek 1891 werd geopend en een maand later het Centrum Kunstlicht in de Kunst (per 5 december 2010 gesloten).
Sinds 2001 is het een rijksmonument. In april 2011 werd het hele gebouw gesloten voor een verbouwing, waarbij het in oude staat werd teruggebracht met een glazen facade aan de voorzijde; zo is de ingang opnieuw verplaatst naar de Nieuwe Emmasingel. Op 5 april 2013 werd op deze locatie het Philips museum door de toenmalige Koningin Beatrix geopend. De bestaande opstelling van oude apparatuur voor fabricage van gloeilampen is blijven bestaan.